# Křivka vyplňující prostor

První tři iterace konstrukce Peanovy křivky. Limita pro počet iterací jdoucí k nekonečnu je výsledná křivka.

Křivka vyplňující prostor je křivka, která beze zbytku vyplňuje oblast n-rozměrného prostoru. Jednoduše řečeno 1D křivka vyplní n-rozměrný prostor. Jedná se o fraktál, protože dimenze výsledného útvaru je (ostře) větší než dimenze křivky.

## Jiná specifická označení
- Peanovy křivky – Protože italský matematik Giuseppe Peano (1858–1932) byl prvním objevitelem křivky splňující tato kritéria, používá se pro tyto křivky též souhrnný název Peanovy křivky, ovšem termín Peanova křivka (1890) patří konkrétní křivce vyplňující dvourozměný prostor.
- Plochu vyplňující křivky – Plochu vyplňující křivka je speciální případ pro prostor-vyplňující křivku kde je dimenze prostoru rovna dvěma, jedná se tedy o rovinu.
- FASS křivky – Některé plochu-vyplňující křivky se označují FASS, což je akronym pro space-filling, self-avoiding, simple a self-similar, volně přeloženo prostor vyplňující, sobě se vyhýbající, jednoduché a sobě podobné. Jejich vlastnosti vyplývají z názvu.
- SFC – zkratka z anglického space-filling curve
- ASFC – estetická prostor-vyplňující křivka (z anglického aesthetical space-filling curve), tedy užití konstrukce prostor-vyplňujících křivek k získání nějakého oku lahodícímu vzoru
- diskrétní křivky vyplňující prostor – o diskrétních prostor-vyplňujících křivkách se hovoří v souvislosti jejich počítání a zobrazování (výpočet pro určité rozlišení; na zařízeních s konečným počtem obrazových bodů)
- víceúrovňové křivky vyplňující prostor – implementace prostor-vyplňujících křivek obsahující současně různé iterace

## Vlastnosti
Prostor vyplňující křivky:
- patří mezi fraktály
- jsou si soběpodobné
- jsou invariantní vůči velikosti
- jsou nekonečně dlouhé
- přestože v zobrazení prvních iterací mnohých z nich převládají úsečky, limitně úsečky neobsahují
- přestože technicky vzato se musí v každém bodě protínat, podle většiny zadání se neprotíná vůbec
- dimenze výsledného útvaru je (ostře) větší než dimenze křivky.

## Konstrukce
- Pro vizualizaci plochu-vyplňujících křivek se často používá L-systémů, např. pro jejich zavedený sjednocující systém a relativní jednoduchost. L-systémy lze použít i pro zakódování nově definované prostor-vyplňující křivky.
- Vizualizace prostor-vyplňujících křivek je dnes téměř výhradně prováděna na počítačích.

## Objevitelé zásadních křivek vyplňujících prostor
- Giuseppe Peano
- David Hilbert
- E. H. Moore
- Henri Lebesgue
- Wacław Sierpiński
- Guy Morton
- William Fogg Osgood

Příklady křivek vyplňujících objem (všechny s fraktální dimenzí 3) od různých objevitelů (3. iterace):

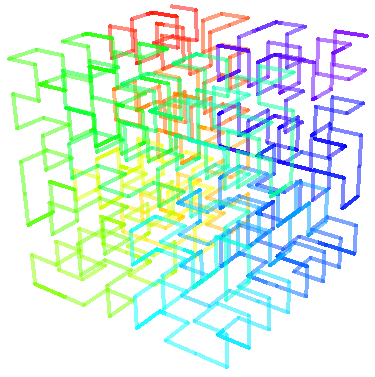
Hilbertova 3D křivka
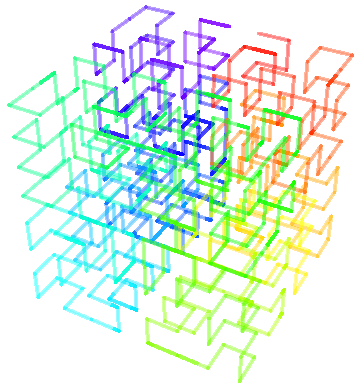
Moorova 3D křivka
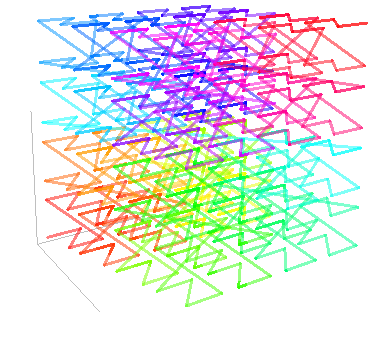
Lebesgueova 3D křivka

## Příklady
- Hilbertova křivka
- Dračí křivka
- Mortonův rozklad
- Mooreova křivka
- Sierpińského křivka
- Gosperova křivka

1. (červená), 2. (modrá) a 3. (černá) iterace Hilbertovy křivky
Dračí křivka v 10. iteraci